# Richard Arkwright
Sir Richard Arkwright (23 tháng 12 năm 1732 – 3 tháng 8 năm 1792) là một nhà phát minh người Anh, nổi tiếng với phát minh ra khung dệt - sau đó chuyển thành khung hơi nước cho phép sử dụng sức nước để làm việc. Khung dệt là một bước nhảy lớn từ máy kéo sợi jenny của James Hargreaves, loại đã phát triển vào năm 1769, và một nhà máy dệt sợi chạy bằng sức nước đầu tiên trên thế giới đã được xây dựng vào năm 1771 tại Cromford, Derbyshire, tạo ra một bước đệm cho cuộc cách mạng công nghiệp. Ông được phong hiệp sĩ vào năm 1786.
Ông cũng tạo ra một nhà máy khác.

## Tiểu sử
Richard Arkwright được sinh ra vào ngày 23 tháng 12 năm 1732 ở Preston, người con út trong gia đình có 13 đứa con. Chỉ có 7 trong số đó trưởng thành. Cha ông, Thomas, là một thợ may. Vì là con út nên không có tiền để cho ông đi học, cha mẹ ông nhờ Ellen, một người bà con, dạy đọc và viết. 

## Dệt sợi
Ông bắt đầu công việc của mình với vai trò là thợ học nghề, chỉ sau khi vợ ông chết ông mới bắt đầu trở thành một người kinh doanh
Năm 1768, ông cùng làm việc với một người thợ chế tạo đồng hồ ở Warrington tên là John Kay để chế tạo một khung kéo sợi.
Bản thân Kay đã từng là cộng sự, trợ giúp cho một người thợ làm sợi tên là Thomas Highs, và đây là chứng cớ quan trọng ủng hộ cho việc khẳng định người phát minh ra khung dệt là Highs, chứ không phải là Arkwright. Tuy nhiên, Highs không thể có bằng sáng chế và phát triển ý tưởng sáng chế vì thiếu kinh phí tài chính.
Highs cũng được coi là có ý tưởng phát minh ra một máy kéo sợi Jenny một vài năm trước khi James Hargreaves chế tạo ra chiếc máy kéo sợi.

## Đời sống cá nhân
Arkwright cưới người vợ đầu tên Patience Holt vào năm 1755. Họ có một con trai sinh cùng năm này. Thời gian sau đó, Patience chết vì nguyên nhân không rõ ràng. Năm 1761 ông đã cưới Margaret Biggins. Họ có ba người con nhưng chỉ Susanna sống sót và khôn lớn.
Khi mất, ông là một người rất giàu. Ước tính tài sản cá nhân của ông có giá trị nửa triệu bảng, tương đương hơn 200 triệu bảng ngày nay.